# SN 1982F
SN 1982F – supernowa typu II-P odkryta 24 lutego 1982 roku w galaktyce NGC 4490. W momencie odkrycia miała maksymalną jasność 16,20m.